# Porsche 910
Der Porsche 910, auch Carrera 10 genannt, war ein Rennwagen der Porsche KG. Der Wagen war eine Weiterentwicklung des Porsche 906 und wurde von 1966 bis 1968 vom Werksteam in der Sportwagen-Weltmeisterschaft und der Europa-Bergmeisterschaft eingesetzt.
Mit dem speziell für die Europa-Bergmeisterschaft konstruierten 910 Bergspyder gewann Porsche den Titel 1967 und 1968.

## Allgemeines
Der 906 war für Porsche mit mehr als 50 verkauften Fahrzeugen ein kommerzieller und mit den P2.0- und S2.0-Klassensiegen in der Sportwagen-Weltmeisterschaft und dem Titelgewinn in der Europa-Bergmeisterschaft 1966 auch ein sportlicher Erfolg.
Dennoch erkannte Porsche, dass mit einem günstigen in Serie produzierten Rennwagen langfristig in der Markenweltmeisterschaft kein Gesamtsieg möglich war.
Bei der Entwicklung des 910 war bereits nur der Einsatz durch das Porsche-Werksteam und kein Verkauf von Neuwagen an Kunden geplant worden. So war der 910 im Gegensatz zum 906 der erste Porsche-Sportwagen, der keine Zulassung mehr für den öffentlichen Straßenverkehr erhielt.
Basis für den 910 bildete der Vorgänger 906, dessen grundsätzlicher Aufbau, Motoren und Getriebe übernommen wurden. Als Sportwagenprototyp waren keine 50 Fahrzeuge notwendig, um die Homologation zu erhalten, sodass insgesamt nur rund 35 Stück hergestellt wurden.

## Modellentwicklung

### 910 Coupé (1966–1968)

#### Karosserie

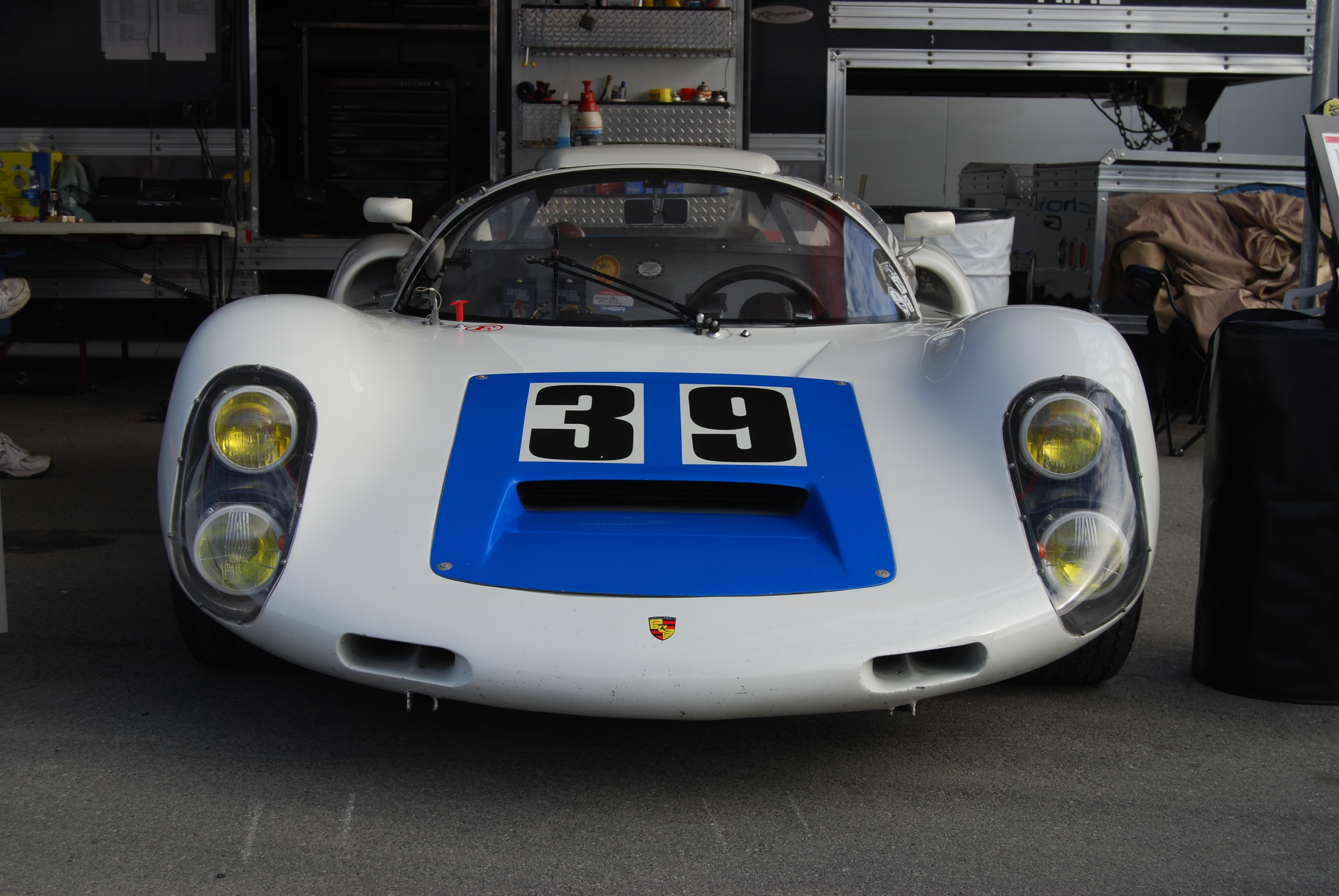
Frontansicht eines Porsche 910

Die Karosserieaußenhaut des 910 bestand aus Kunststoff und war mit dem tragenden Gitterrohrrahmen verklebt. Die aerodynamisch gestaltete Form ähnelte bis auf wenige Unterschiede der Karosserie des Porsche 906. So öffneten beim Coupé die Türen nach vorn und wurden nicht wie beim Vorgänger als Flügeltüren nach oben aufgeklappt. Das Dach war aufgesetzt und ließ sich entfernen, was groß gewachsenen Fahrern entgegenkam. Ein weiteres Unterscheidungsmerkmal zwischen den beiden Typen war die Motorabdeckung, die beim 906 aus durchsichtigem Plexiglas bestand, das stromlinienförmig schräg vom Cockpit bis zum Heck verlief. Der 910 hatte im Gegensatz dazu hinter dem Cockpit eine Abrisskante und darunter eine waagerecht angeordnete, in Wagenfarbe lackierte Kunststoffplatte.
Das Heck konnte komplett nach hinten aufgeklappt werden, um für Wartungsarbeiten an Motor und Getriebe zu gelangen. Der Rennwagen bot Platz für zwei Sitze und war als Linkslenker ausgelegt. Eingestiegen werden konnte von beiden Fahrzeugseiten. Im Einsatz war nur der Fahrersitz links im Fahrzeug enthalten.
Die Rahmenkonstruktion diente neben der stabilisierenden und tragenden Funktion zusätzlich als Ölleitungssystem. In den Stahlrohren wurde das Motoröl vom Motor zu den Kühlern in der Wagenfront und zurück geleitet.
Durch diese und weitere gewichtsreduzierende Maßnahmen bei der Bereifung konnte das Fahrzeuggewicht mit 580 kg um 40 kg gegenüber dem 906 gesenkt werden.
1967 rüstete Porsche einige 910 mit einem Achtzylinder- statt mit einem Sechszylindermotor aus. Diese 910/8 genannten Fahrzeuge hatten mit 600 kg ein etwas höheres Leergewicht als die bereits seit 1966 eingesetzten 910/6-Modelle. Von außen unterschieden sich beide Fahrzeuge durch geänderte Motorabdeckungen am Heck.

#### Fahrwerk

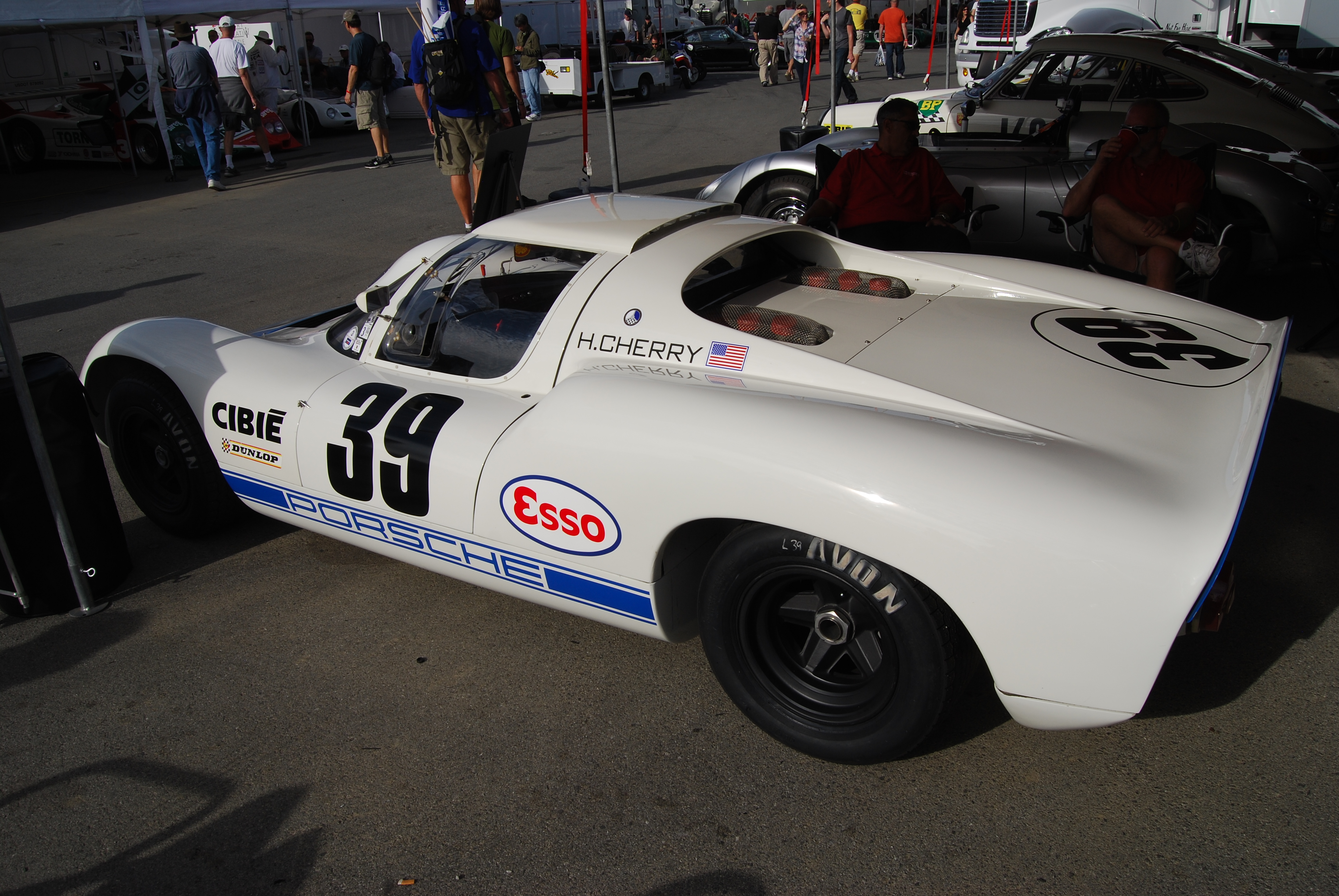
Seitliche Heckansicht eines Porsche 910 mit den typischen 13-Zoll-Magnesium-Felgen

Das Fahrwerk des 910 wurde neu konstruiert. Der Wagen hatte Einzelradaufhängung mit Querlenkern sowie Längszugstreben vorn und Längsschubstreben hinten. Zur Federung und -dämpfung wurden progressiv wirkende Schraubenfedern und hydraulische Teleskop-Stoßdämpfer eingesetzt. Vorn und hinten querliegende und stufenlos verstellbare Stabilisatoren verminderten die Neigungen des Fahrzeugs in Kurven.
Die hydraulisch betätigten Scheibenbremsen waren durch ein Zweikreissystem in einen vorderen und hinteren Kreislauf getrennt. Die Bremskraftverteilung konnte verstellt und den Anforderungen von Fahrer und Strecke angepasst werden. Zusammen mit dem 8-Zylinder-Motor setzte Porsche bei der Targa Florio 1967 erstmals vorne statt der Standardbremsscheiben innenbelüftete Bremsscheiben ein.
Um in Rennen beim Bremsbelagwechsel Zeit zu sparen, führte Porsche ab Ende der Saison 1967 sogenannte Schnellwechselbremsen ein, bei denen durch einfaches Umklappen eines Federstegs der Bremsbelag ausgetauscht werden konnte.
Eine große Gewichtseinsparung erreichten die Entwickler durch den Wechsel von 15-Zoll-Rädern auf 13-Zoll-Räder. Beim 906 verwendete Porsche 15-Zoll-Stahlräder, die mit fünf Radmuttern befestigt wurden. Der 910 erhielt leichtere 13-Zoll-Räder aus Magnesium-Druckguss mit Zentralverschluss, die mit einer Leichtmetall-Sechskant-Radmutter befestigt wurden.
Vorne wurden auf 8J×13-Felgen 5.25-13-Reifen und hinten auf 9,5J×13-Felgen 7.00-13-Reifen eingesetzt, wie sie auch in der Formel 1 verwendet wurden.

#### Motor und Getriebe
Die ersten Porsche 910 wurden 1966, wie schon der Porsche 906, mit einem 2,0-Liter-Sechszylinder-Boxermotor vom Typ 901 ausgestattet. Wie damals bei Porsche üblich, hatte der Motor Luftkühlung mit Axialgebläse.
Die Ventile wurden über je eine obenliegende per Kette angetriebene Nockenwelle pro Zylinderreihe gesteuert. Das Benzin-Luft-Gemisch wurde von einer Einspritzanlage aufbereitet. Der Motor leistete bei einer Verdichtung von 10,3 : 1 maximal 162 kW (220 PS) bei 8000/min.
Ein Jahr später erhielten einige Fahrzeuge zum Start bei der Targa Florio statt des Sechszylindermotors einen luftgekühlten 2,2-Liter-Achtzylinder-Boxermotor vom Typ 771. Auch dieser Motorentyp wurde bereits zuvor im 906 in einigen Rennen eingesetzt.
Um das Gewicht des Motors niedrig zu halten, wurden viele Motorteile aus leichtem Material gefertigt. So war das Kurbelgehäuse speziell aus Magnesium. Die Zylinderköpfe waren aus Leichtmetall. Fertig montiert wog der Motor 145 kg und damit nur rund 10 kg mehr als der Sechszylindermotor. Zwei obenliegende Nockenwellen je Zylinderreihe, die über Königswellen angetrieben wurden, steuerten die Ventile. Der mit einem Verhältnis von 10,2 : 1 verdichtete Motor erreichte bei 8600/min eine Höchstleistung von 198 kW (270 PS). Weitere technische Merkmale des Motors waren Trockensumpfschmierung, Bosch-Einspritzanlage und eine Transistor-Doppelzündung. Die Zündkerzen hatten Platin-Elektroden.
Für die Kraftübertragung auf die Hinterachse setzte Porsche ein vollsynchronisiertes Fünfgang-Schaltgetriebe vom Typ 906 ein, das vom Seriengetriebe des Porsche 911 abgeleitet war. Außerdem war ein Lamellen-Sperrdifferenzial eingebaut.

### 910 Bergspyder (1967–1968)

#### Karosserie

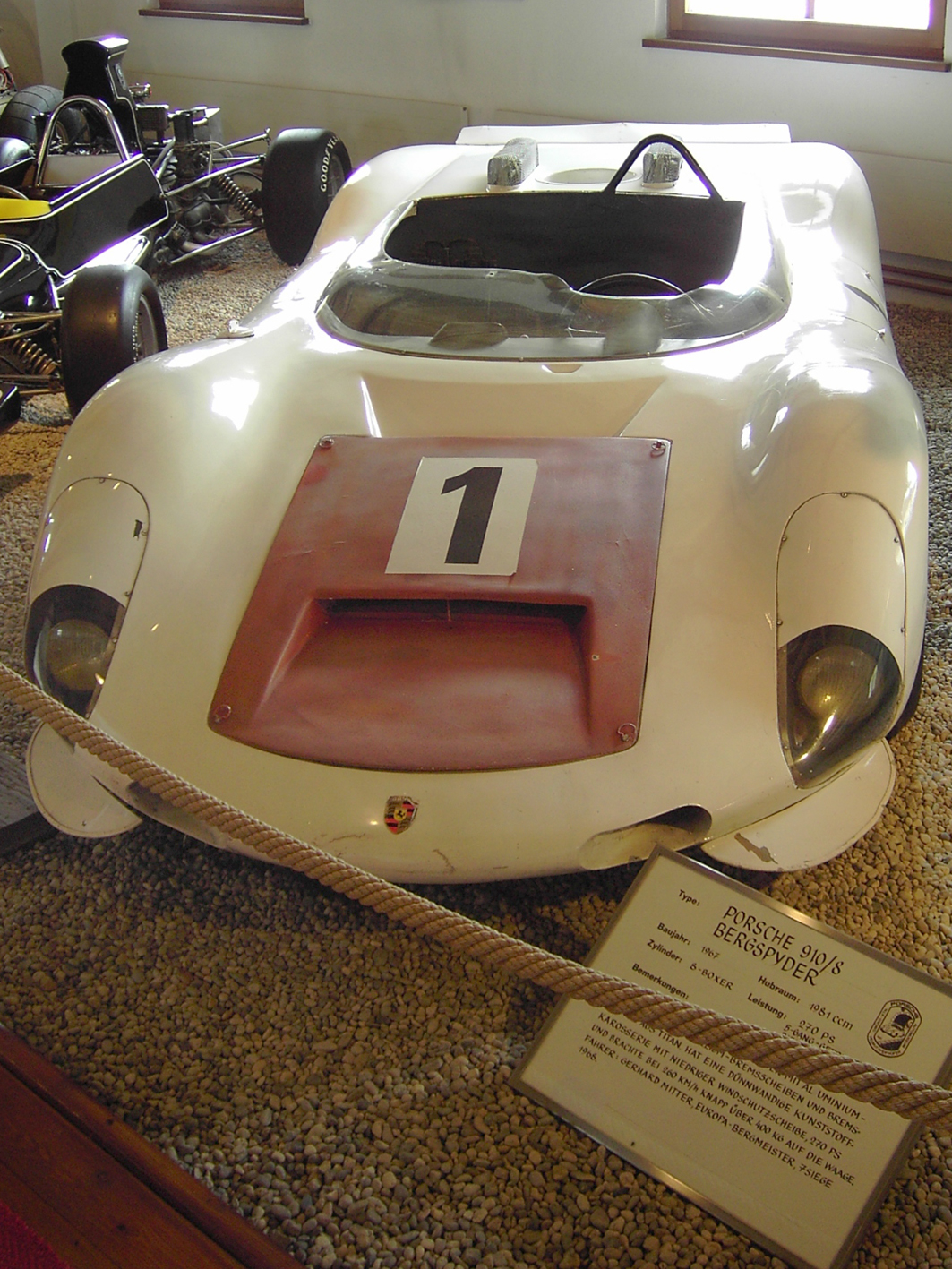
Porsche 910/8 Bergspyder aus der Saison 1967 im Porsche-Werk Gmünd

Der in der Europa-Bergmeisterschaft 1967 und 1968 eingesetzte 910 Bergspyder unterschied sich am deutlichsten durch die Karosserie von den in der Markenweltmeisterschaft eingesetzten Coupés. Beim Aufbau verwendeten die Entwickler viele leichte Materialien, um das Gewicht des Fahrzeugs niedrig zu halten. So bestand der Gitterrohrrahmen aus leichtem Aluminium statt aus dem üblichen Stahl. Die Karosserieaußenhaut war aus sehr dünnem Kunststoff und hatte keine Türen. Der Fahrer saß in einem offenen Cockpit mit einer niedrigen Windschutzscheibe und ohne Dach.
Am Heck befand sich 1967 zunächst eine über die Radaufhängung betätigte durchgehende Klappe (Spoiler), um den Anpressdruck bei Kurveneinfahrten zu erhöhen. Im nächsten Jahr wurde sie durch zwei getrennte Klappen links und rechts ersetzt, die auch über die Radaufhängung verstellt wurden, und zwar unterschiedlich, je nach dem Grad der Ent- oder Belastung der Räder beim Aus- bzw. Einfedern.
Zusammen mit weiteren gewichtsreduzierenden Bauteilen aus Titan und Maßnahmen wie der Verwendung eines kleinen, nur 15 bis 16 Liter Benzin fassenden Tanks wog der Bergspyder in der Saison 1967 nur rund 500 kg. Für die darauffolgende Saison konnte das Gewicht nochmals auf 450 kg reduziert werden.

#### Fahrwerk
Das Fahrwerk und die Bereifung wurden vom Rundstreckenmodell nahezu unverändert übernommen. Lediglich bei der Bremsanlage setzte Porsche sehr leichte Bremsscheiben aus Beryllium und Bremssättel aus Titan ein. Allein durch die Beryllium-Bremsscheiben sparte man gegenüber den Standard-Bremsscheiben aus Stahl 14 kg ein.

#### Motor und Getriebe
Der Bergspyder hatte den luftgekühlten Achtzylinder-Boxermotor vom Typ 771, der jedoch gegenüber dem Coupé nur einen Hubraum von zwei Litern aufwies und aus leichteren Bauteilen gebaut war. Er leistete 198 kW (270 PS) bei einer Drehzahl von 8800/min. Die Verdichtung war mit 10,5 : 1 höher als beim 2,2-Liter-Motor.
Um das Leergewicht niedrig zu halten, verzichteten die Konstrukteure auf eine Lichtmaschine und setzten stattdessen eine Batterie aus leichten Silber-Zellen ein, die für die kurzen Bergrennen die Stromversorgung der Zündanlage sicherstellte.

## Rennhistorie

### 1966 – Der erste Einsatz in einem Bergrennen

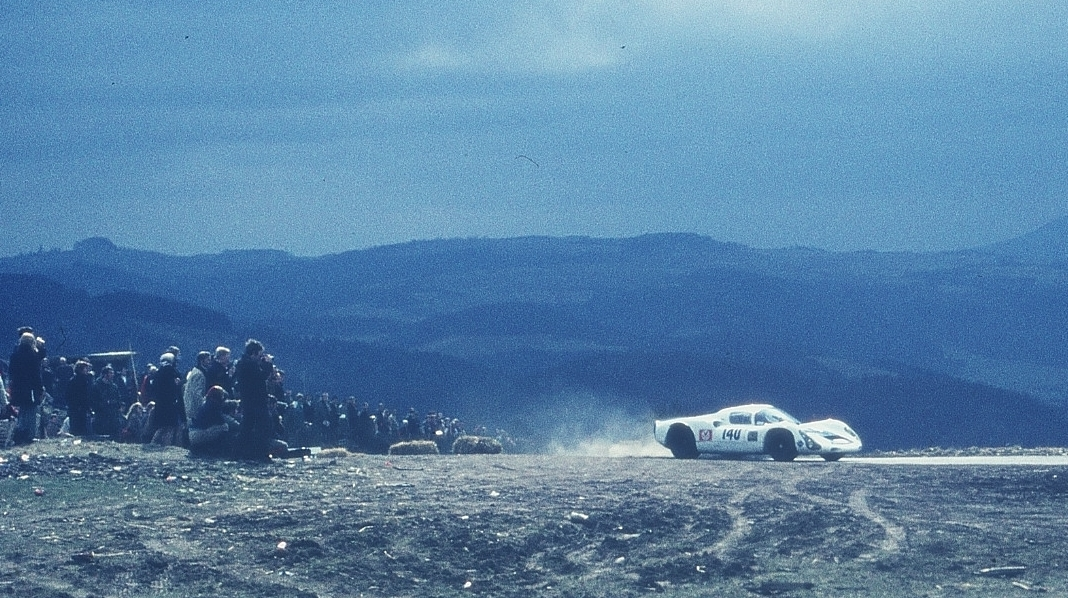
Der Porsche 910 Coupé bei einem Bergrennen. Hier 1969 bei Bad Neuenahr.

Der Porsche 910 hatte sein Renndebüt am 28. August 1966 in der Schweiz beim Bergrennen Sierre Montana-Crans. In dem Rennen pilotierten Gerhard Mitter und Hans Herrmann das Coupé auf die Plätze zwei und drei in der Gesamtwertung. Den Sieg errang der Italiener Ludovico Scarfiotti mit einem Ferrari Dino 206P.

### 1967 – Sieg in der Europa-Bergmeisterschaft und Markenweltmeisterschaft
1967 setzte das Porsche-Werksteam in den Langstreckenrennen der Sportwagen-Weltmeisterschaft hauptsächlich das bereits im Vorjahr getestete 910-Coupé neben dem 906 ein. Beim 24-Stunden-Rennen von Daytona fuhren Hans Herrmann und Joseph Siffert den Wagen hinter den leistungsstärkeren Ferrari 330P4 auf den vierten Rang und zum Sieg in der Prototypenklasse bis 2 l Hubraum.
In Sebring beim 12-Stunden-Rennen erreichten Scooter Patrick und Gerhard Mitter mit dem dritten Rang in der Gesamtwertung einen Podestplatz und den Klassensieg, gefolgt von Joseph Siffert und Hans Herrmann, die den vierten Platz belegten. In dem Rennen musste sich Porsche nur den deutlich stärker motorisierten Ford GT40 geschlagen geben.
Auch bei den folgenden 1000-km-Rennen von Monza und Spa-Francorchamps konnten die Ferrari- und Ford-Prototypen ihre Motorstärke auf den schnellen Streckenabschnitten gegenüber dem Porsche ausspielen und diesen auf die Plätze drei und zwei verweisen.
In der 2-Liter-Klasse war der 910 dem Ferrari Dino 206S ebenbürtig. Die Targa Florio gewannen Paul Hawkins und Rolf Stommelen mit dem erstmals eingesetzten 910/8 vor zwei weiteren 910 des Werksteams und sorgten für einen Dreifachsieg. Beim 1000-km-Rennen auf dem Nürburgring 1967 trat Porsche mit sechs 910 an und feierte mit den Fahrern Udo Schütz und Joe Buzzetta erstmals einen Gesamtsieg bei diesem seit 1953 ausgetragenen Rennen. Drei weitere Porsche 910 folgten auf den Plätzen zwei bis vier. Jeweils drei der gestarteten 910 waren mit dem 2-Liter-Sechszylinder- und mit dem 2,2-Liter-Achtzylindermotor ausgerüstet. Im Rennverlauf enttäuschten die 910/8 durch zwei Ausfälle mit Ventilschaden und dem vierten Platz. Dagegen verbuchten die mit dem Sechszylindermotor ausgestatteten 910 einen Dreifachsieg.
Beim 24-Stunden-Rennen von Le Mans setzte Porsche bereits den 907 als Nachfolger des 910 ein, der sich hinter den Ferrari 330P4 und Ford GT40 auf dem fünften Rang in der Gesamtwertung platzierte. Das von Rolf Stommelen und Jochen Neerpasch gefahrene 910-Coupé beendete als sechstes Fahrzeug das Rennen.
Den letzten Sieg in einem Langstreckenrennen 1967 erreichte ein 910/8, gefahren von Gerhard Mitter und Udo Schütz, beim 500-km-Rennen von Mugello.
Zum Ende der Markenweltmeisterschaftssaison 1967 wurde Porsche mit dem 910 Sieger in der 2-Liter-Klasse.
Für die Europa-Bergmeisterschaft entwickelte Porsche den gegenüber dem Coupé deutlich leichteren Bergspyder. Mit diesem Rennwagen siegte Gerhard Mitter bei vier von acht Bergrennen und sicherte sich vor seinem Teamkollegen Rolf Stommelen den Meistertitel. Der von Ferrari eingesetzte Dino 206S Spyder war dem 910/8 Bergspyder deutlich unterlegen und konnte in den Titelkampf nicht entscheidend eingreifen.

### 1968 – Weiterer Sieg in der Europa-Bergmeisterschaft
1968 setzte das Porsche-Werksteam den 910 außer in der Europa-Bergmeisterschaft nicht mehr ein. Gerhard Mitter siegte mit dem weiter verbesserten 910/8 Bergspyder in sieben von acht Starts der Saison noch deutlicher als im Vorjahr. Da Ferrari für die Bergmeisterschaft ein neues Fahrzeug angekündigt hatte, entwickelte Porsche den 909 Bergspyder, der erst zum Ende der Saison fertiggestellt und nur in zwei Läufen von Rolf Stommelen gefahren wurde. Mitter bevorzugte den bewährten 910/8 Bergspyder, zumal Ferrari keinen neuen Rennwagen einsetzte und die Meisterschaft nicht mehr gefährdet war. Mit dem Saisonsieg 1968 gewannen Mitter und Porsche nach 1966 und 1967 zum dritten Mal in Folge den Europa-Bergmeisterschafts-Titel.
Porsche setzte in der Marken-Weltmeisterschaft 1968 den neu entwickelten 907 ein. Die 910er-Rennwagen mit dem 2-Liter-Sechszylinder-Boxermotor verkaufte Porsche an private Teams, die zum Teil mit diesen Fahrzeugen Siege in der P2.0-Klasse erzielten. So siegte beim 6-Stunden-Rennen von Brands Hatch, 1000-km-Rennen von Monza und Spa-Francorchamps und 500-km-Rennen am Österreichring jeweils ein 910 Coupé in der 2-Liter-Prototypenklasse.

### 1969 und 1970 – Einsätze in der Britischen Sportwagen-Meisterschaft

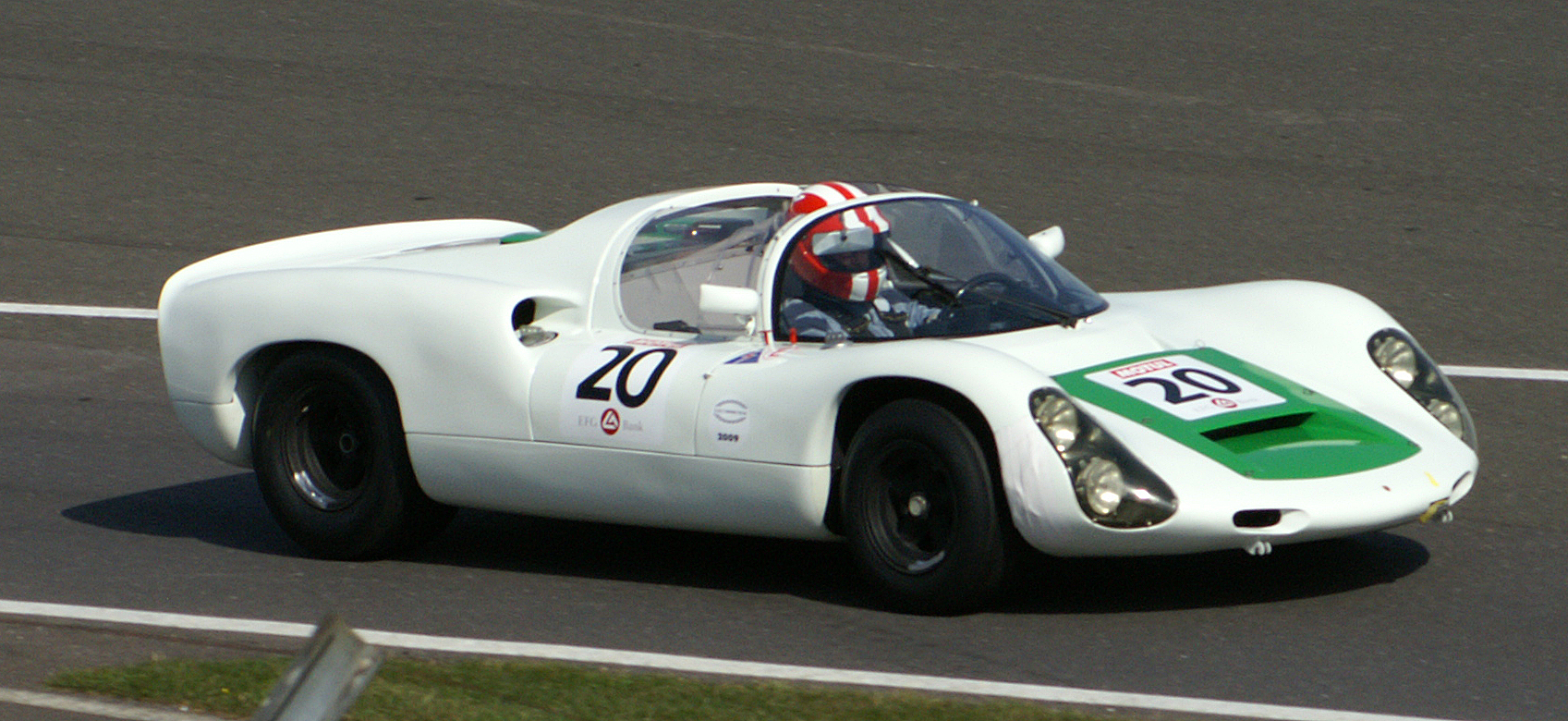
Seitliche Ansicht eines Porsche 910 wie er in der Britischen Sportwagen-Meisterschaft eingesetzt wurde.

1969 senkte die FIA die Mindestzahl der Fahrzeuge für eine Sportwagen-Homologation von 50 auf 25. Da vom Porsche 910 mit Sechszylindermotor, auch 910/6 genannt, mehr als die notwendige Mindestmenge an private Kunden verkauft wurde, erhielt der Rennwagen die Zulassung für die S2.0-Klasse.
Private Teams setzten den 910 in der Markenweltmeisterschaft daraufhin erfolgreich in der 2-Liter-Sportwagenklasse ein. In der Saison 1969 beendete der Wagen drei von sechs Läufen als Klassensieger und jeweils ein Rennen als Zweiter, Dritter und Vierter in seiner Klasse. Zu den größten Erfolgen 1969 gehörte der S2.0-Klassensieg beim 24-Stunden-Rennen von Le Mans, in dem Christian Poirot und Pierre Maublanc den Wagen auf den neunten Platz in der Gesamtwertung fuhren.
In der Folgesaison erzielte ein 910 in fünf Läufen dreimal den Klassensieg sowie jeweils einen zweiten und dritten Platz.

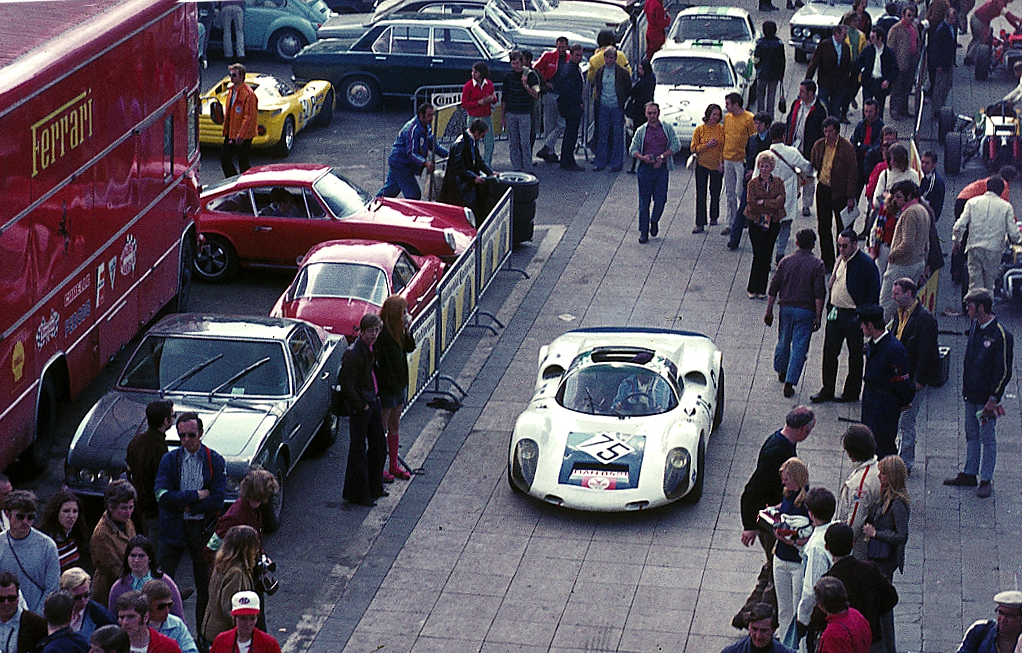
Porsche 910 mit Sepp Greger beim Training zum 1000-km-Rennen auf dem Nürburgring 1971

Neben der Sportwagen-Weltmeisterschaft wurde der Porsche 910 in der britischen Sportwagen-Meisterschaft eingesetzt. In der 1966 gegründeten Rennserie waren bis 1968 hauptsächlich nur der Porsche 904 und der 906 als homologierte Sportwagen vertreten. In den Saisonjahren 1969 und 1970 setzten verschiedene private Teams den 910/6 ein und erreichten regelmäßig Top-Ten-Platzierungen. Mit der Saison 1970 endeten die Einsätze des 910 in der Britischen Sportwagen-Meisterschaft.
Ab 1970 starteten einige Teams mit dem 910 auch in der Sportwagen-Europameisterschaft und der Interserie, die beide in dem Jahr neu gegründet wurden. In den angetretenen Läufen der Europameisterschaft konnten sich die Fahrer regelmäßig unter den besten zehn Rängen platzieren.

### 1971 bis 1973 – Die letzten Einsätze
Von 1971 bis 1973 wurde der 910 nur noch vereinzelt in Rennen der Sportwagen-Weltmeisterschaft eingesetzt, beim 1000-km-Rennen auf dem Nürburgring und einmal 1972 beim 12-Stunden-Rennen von Sebring. 1971 erzielten Sepp Greger und Rudi Lins mit dem Fahrzeug am Nürburgring den elften Platz in der Gesamtwertung und den Sieg in der 2-Liter-Klasse. Dies war der letzte größere Erfolg eines Porsche 910 in dieser Rennserie.

### Die Ergebnisse 1966 bis 1973
1966
| Sportwagen-Weltmeisterschaft 1966 | Sportwagen-Weltmeisterschaft 1966 | Sportwagen-Weltmeisterschaft 1966 | Sportwagen-Weltmeisterschaft 1966 | Sportwagen-Weltmeisterschaft 1966 | Sportwagen-Weltmeisterschaft 1966 |
| Rennen                            | Rennen                            | Rennen                            | Rennen                            | Rennen                            | Rennen                            |
| Pos.                              | Nr.                               | Team                              | Fahrer                            | Chassistyp                        | Motortyp                          |
| --------------------------------- | --------------------------------- | --------------------------------- | --------------------------------- | --------------------------------- | --------------------------------- |
| Bergrennen Sierra Montana         |                                   |                                   |                                   |                                   |                                   |
| 2                                 | 186                               | Porsche System Engineering        | Gerhard Mitter                    | 910                               | 2,0 l                             |
| 3                                 | 188                               | Porsche System Engineering        | Hans Herrmann                     | 910                               | 2,0 l                             |

| Europa-Bergmeisterschaft 1966 | Europa-Bergmeisterschaft 1966 | Europa-Bergmeisterschaft 1966 | Europa-Bergmeisterschaft 1966 | Europa-Bergmeisterschaft 1966 | Europa-Bergmeisterschaft 1966 |
| Rennen                        | Rennen                        | Rennen                        | Rennen                        | Rennen                        | Rennen                        |
| Pos.                          | Nr.                           | Team                          | Fahrer                        | Chassistyp                    | Motortyp                      |
| ----------------------------- | ----------------------------- | ----------------------------- | ----------------------------- | ----------------------------- | ----------------------------- |
| Bergrennen Sierra Montana     |                               |                               |                               |                               |                               |
| 2                             | 186                           | Porsche System Engineering    | Gerhard Mitter                | 910                           | 2,0 l                         |
| 3                             | 188                           | Porsche System Engineering    | Hans Herrmann                 | 910                           | 2,0 l                         |
| Bergrennen Gaisberg           |                               |                               |                               |                               |                               |
| 1                             |                               | Porsche System Engineering    | Gerhard Mitter                | 910                           | 2,0 l                         |

1967
| Sportwagen-Weltmeisterschaft 1967    | Sportwagen-Weltmeisterschaft 1967 | Sportwagen-Weltmeisterschaft 1967 | Sportwagen-Weltmeisterschaft 1967                    | Sportwagen-Weltmeisterschaft 1967 | Sportwagen-Weltmeisterschaft 1967 |
| Rennen                               | Rennen                            | Rennen                            | Rennen                                               | Rennen                            | Rennen                            |
| Pos.                                 | Nr.                               | Team                              | Fahrer                                               | Chassistyp                        | Motortyp                          |
| ------------------------------------ | --------------------------------- | --------------------------------- | ---------------------------------------------------- | --------------------------------- | --------------------------------- |
| 24-Stunden-Rennen von Daytona        |                                   |                                   |                                                      |                                   |                                   |
| 4                                    | 52                                | Porsche System Engineering        | Hans Herrmann Jo Siffert                             | 910                               | 2,0 l                             |
| 12-Stunden-Rennen von Sebring        |                                   |                                   |                                                      |                                   |                                   |
| 3                                    | 36                                | Porsche System Engineering        | Scooter Patrick Gerhard Mitter                       | 910                               | 2,0 l                             |
| 4                                    | 37                                | Porsche System Engineering        | Jo Siffert Hans Herrmann                             | 910                               | 2,0 l                             |
| 1000-km-Rennen von Monza             |                                   |                                   |                                                      |                                   |                                   |
| 3                                    | 15                                | Porsche System Engineering        | Jochen Rindt Gerhard Mitter                          | 910                               | 2,0 l                             |
| 5                                    | 16                                | Porsche System Engineering        | Hans Herrmann Jo Siffert                             | 910                               | 2,0 l                             |
| 1000-km-Rennen von Spa-Francorchamps |                                   |                                   |                                                      |                                   |                                   |
| 2                                    | 21                                | Porsche System Engineering        | Jo Siffert Hans Herrmann                             | 910                               | 2,0 l                             |
| 7                                    | 22                                | Porsche System Engineering        | Gerhard Koch Gerhard Mitter                          | 910                               | 2,0 l                             |
| Targa Florio                         |                                   |                                   |                                                      |                                   |                                   |
| 1                                    | 228                               | Porsche System Engineering        | Paul Hawkins Rolf Stommelen                          | 910/8                             | 2,2 l                             |
| 2                                    | 174                               | Porsche System Engineering        | Leo Cella Giampiero Biscaldi                         | 910                               | 2,0 l                             |
| 3                                    | 166                               | Porsche System Engineering        | Vic Elford Jochen Neerpasch                          | 910                               | 2,0 l                             |
| 6                                    | 218                               | Porsche System Engineering        | Jo Siffert Hans Herrmann                             | 910/8                             | 2,2 l                             |
| 1000-km-Rennen auf dem Nürburgring   |                                   |                                   |                                                      |                                   |                                   |
| 1                                    | 17                                | Porsche System Engineering        | Udo Schütz Joe Buzzetta                              | 910                               | 2,0 l                             |
| 2                                    | 19                                | Porsche System Engineering        | Paul Hawkins (Rennfahrer)\|Paul Hawkins Gerhard Koch | 910                               | 2,0 l                             |
| 3                                    | 18                                | Porsche System Engineering        | Jochen Neerpasch Vic Elford                          | 910                               | 2,0 l                             |
| 6                                    | 218                               | Porsche System Engineering        | Gerhard Mitter Lucien Bianchi                        | 910/8                             | 2,2 l                             |
| 24-Stunden-Rennen von Le Mans        |                                   |                                   |                                                      |                                   |                                   |
| 6                                    | 38                                | Porsche System Engineering        | Rolf Stommelen Jochen Neerpasch                      | 910                               | 2,0 l                             |
| 500-km-Rennen von Mugello            |                                   |                                   |                                                      |                                   |                                   |
| 1                                    | 1                                 | Porsche System Engineering        | Udo Schütz Gerhard Mitter                            | 910/8                             | 2,2 l                             |
| 2                                    | 2                                 | Porsche System Engineering        | Jochen Neerpasch Rolf Stommelen                      | 910/8                             | 2,2 l                             |
| 6-Stunden-Rennen von Brands Hatch    |                                   |                                   |                                                      |                                   |                                   |
| 3                                    | 11                                | Porsche System Engineering        | Jo Siffert Bruce McLaren                             | 910/8                             | 2,2 l                             |
| 11                                   | 25                                | Porsche System Engineering        | Udo Schütz Jochen Rindt                              | 910                               | 2,0 l                             |
| Bergrennen Ollon-Villars             |                                   |                                   |                                                      |                                   |                                   |
| 1                                    | 196                               | Porsche System Engineering        | Gerhard Mitter                                       | 910/8 Bergspyder                  | 2,0 l                             |
| 2                                    | 197                               | Porsche System Engineering        | Rolf Stommelen                                       | 910/8 Bergspyder                  | 2,0 l                             |

| Europa-Bergmeisterschaft 1967 | Europa-Bergmeisterschaft 1967 | Europa-Bergmeisterschaft 1967 | Europa-Bergmeisterschaft 1967 | Europa-Bergmeisterschaft 1967 | Europa-Bergmeisterschaft 1967 |
| Rennen                        | Rennen                        | Rennen                        | Rennen                        | Rennen                        | Rennen                        |
| Pos.                          | Nr.                           | Team                          | Fahrer                        | Chassistyp                    | Motortyp                      |
| ----------------------------- | ----------------------------- | ----------------------------- | ----------------------------- | ----------------------------- | ----------------------------- |
| Bergrennen Montseny           |                               |                               |                               |                               |                               |
| 1                             |                               | Porsche System Engineering    | Gerhard Mitter                | 910/8 Bergspyder              | 2,0 l                         |
| 2                             |                               | Porsche System Engineering    | Rolf Stommelen                | 910/8 Bergspyder              | 2,0 l                         |
| Bergrennen Rossfeld           |                               |                               |                               |                               |                               |
| 1                             |                               | Porsche System Engineering    | Rolf Stommelen                | 910/8 Bergspyder              | 2,0 l                         |
| 3                             |                               | Porsche System Engineering    | Gerhard Mitter                | 910/8 Bergspyder              | 2,0 l                         |
| Bergrennen Mont Ventoux       |                               |                               |                               |                               |                               |
| 1                             |                               | Porsche System Engineering    | Rolf Stommelen                | 910/8 Bergspyder              | 2,0 l                         |
| 2                             |                               | Porsche System Engineering    | Gerhard Mitter                | 910/8 Bergspyder              | 2,0 l                         |
| Bergrennen Trento Bondone     |                               |                               |                               |                               |                               |
| 1                             |                               | Porsche System Engineering    | Gerhard Mitter                | 910/8 Bergspyder              | 2,0 l                         |
| Bergrennen Cesana Sestrieres  |                               |                               |                               |                               |                               |
| 1                             |                               | Porsche System Engineering    | Rolf Stommelen                | 910/8 Bergspyder              | 2,0 l                         |
| 2                             |                               | Porsche System Engineering    | Gerhard Mitter                | 910/8 Bergspyder              | 2,0 l                         |
| Bergrennen Schauinsland       |                               |                               |                               |                               |                               |
| 1                             | 155                           | Porsche System Engineering    | Gerhard Mitter                | 910/8 Bergspyder              | 2,0 l                         |
| 2                             |                               | Porsche System Engineering    | Rolf Stommelen                | 910/8 Bergspyder              | 2,0 l                         |
| Bergrennen Ollon-Villars      |                               |                               |                               |                               |                               |
| 1                             | 196                           | Porsche System Engineering    | Gerhard Mitter                | 910/8 Bergspyder              | 2,0 l                         |
| 2                             | 197                           | Porsche System Engineering    | Rolf Stommelen                | 910/8 Bergspyder              | 2,0 l                         |
| Bergrennen Gaisberg           |                               |                               |                               |                               |                               |
| 1                             |                               | Porsche System Engineering    | Rolf Stommelen                | 910/8 Bergspyder              | 2,0 l                         |
| 2                             |                               | Porsche System Engineering    | Gerhard Mitter                | 910/8 Bergspyder              | 2,0 l                         |

| Britische Sportwagen-Meisterschaft 1967 | Britische Sportwagen-Meisterschaft 1967 | Britische Sportwagen-Meisterschaft 1967 | Britische Sportwagen-Meisterschaft 1967 | Britische Sportwagen-Meisterschaft 1967 | Britische Sportwagen-Meisterschaft 1967 |
| Rennen                                  | Rennen                                  | Rennen                                  | Rennen                                  | Rennen                                  | Rennen                                  |
| Pos.                                    | Nr.                                     | Team                                    | Fahrer                                  | Chassistyp                              | Motortyp                                |
| --------------------------------------- | --------------------------------------- | --------------------------------------- | --------------------------------------- | --------------------------------------- | --------------------------------------- |
| 6-Stunden-Rennen von Brands Hatch       |                                         |                                         |                                         |                                         |                                         |
| 3                                       | 11                                      | Porsche System Engineering              | Jo Siffert Bruce McLaren                | 910/8                                   | 2,2 l                                   |
| 11                                      | 25                                      | Porsche System Engineering              | Udo Schütz Jochen Rindt                 | 910                                     | 2,0 l                                   |

1968
| Sportwagen-Weltmeisterschaft 1968    | Sportwagen-Weltmeisterschaft 1968 | Sportwagen-Weltmeisterschaft 1968 | Sportwagen-Weltmeisterschaft 1968 | Sportwagen-Weltmeisterschaft 1968 | Sportwagen-Weltmeisterschaft 1968 |
| Rennen                               | Rennen                            | Rennen                            | Rennen                            | Rennen                            | Rennen                            |
| Pos.                                 | Nr.                               | Team                              | Fahrer                            | Chassistyp                        | Motortyp                          |
| ------------------------------------ | --------------------------------- | --------------------------------- | --------------------------------- | --------------------------------- | --------------------------------- |
| 12-Stunden-Rennen von Sebring        |                                   |                                   |                                   |                                   |                                   |
| 20                                   | 58                                | Squadra Tartaruga                 | Rico Steinemann Dieter Spoerry    | 910                               | 2,0 l                             |
| 6-Stunden-Rennen von Brands Hatch    |                                   |                                   |                                   |                                   |                                   |
| 7                                    | 45                                | Squadra Tartaruga                 | Rico Steinemann Dieter Spoerry    | 910                               | 2,0 l                             |
| 7                                    | 45                                | Valvoline Racing Team             | Rudi Lins Karl Fiotek             | 910                               | 2,0 l                             |
| 1000-km-Rennen von Monza             |                                   |                                   |                                   |                                   |                                   |
| 4                                    | 19                                | Gerhard Koch                      | Gerhard Koch Rudi Lins            | 910                               | 2,0 l                             |
| 5                                    | 14                                | Piccionaia Racing Team            | Antonio Nicodemi Carlo Facetti    | 910                               | 2,0 l                             |
| 6                                    | 9                                 | Wicky Racing Team                 | André Wicky Jean-Pierre Hanrioud  | 910                               | 2,0 l                             |
| 9                                    | 16                                | William Bradley Racing Team       | Vic Elford William Bradley        | 910                               | 2,0 l                             |
| Targa Florio                         |                                   |                                   |                                   |                                   |                                   |
| 9                                    | 190                               | Valvoline Racing Team             | Rudi Lins Rico Steinemann         | 910                               | 2,0 l                             |
| 10                                   | 172                               | Piccionaia Racing Team            | Carlo Facetti Antonio Nicodemi    | 910                               | 2,0 l                             |
| 1000-km-Rennen auf dem Nürburgring   |                                   |                                   |                                   |                                   |                                   |
| 8                                    | 25                                | Jürgen Neuhaus                    | Jürgen Neuhaus Helmut Kelleners   | 910                               | 2,0 l                             |
| 20                                   | 22                                | Gerhard Koch                      | Gerhard Koch Rudi Lins            | 910                               | 2,0 l                             |
| 25                                   | 32                                | Squadra Tartaruga                 | Rico Steinemann Dieter Spoerry    | 910                               | 2,0 l                             |
| 1000-km-Rennen von Spa-Francorchamps |                                   |                                   |                                   |                                   |                                   |
| 5                                    | 12                                | Gerhard Koch                      | Gerhard Koch Rudi Lins            | 910                               | 2,0 l                             |
| 6                                    | 11                                | Hart Ski Racing Team              | Dieter Spoerry Rico Steinemann    | 910                               | 2,0 l                             |
| 500-km-Rennen am Österreichring      |                                   |                                   |                                   |                                   |                                   |
| 5                                    | 10                                | IGFA                              | Willi Kauhsen Karl von Wendt      | 910                               | 2,0 l                             |
| 6                                    | 9                                 | Hart Ski Racing Team              | Rico Steinemann Dieter Spoerry    | 910                               | 2,0 l                             |
| 7                                    | 12                                | Gerhard Koch                      | Gerhard Koch                      | 910                               | 2,0 l                             |

| Europa-Bergmeisterschaft 1968 | Europa-Bergmeisterschaft 1968 | Europa-Bergmeisterschaft 1968 | Europa-Bergmeisterschaft 1968 | Europa-Bergmeisterschaft 1968 | Europa-Bergmeisterschaft 1968 |
| Rennen                        | Rennen                        | Rennen                        | Rennen                        | Rennen                        | Rennen                        |
| Pos.                          | Nr.                           | Team                          | Fahrer                        | Chassistyp                    | Motortyp                      |
| ----------------------------- | ----------------------------- | ----------------------------- | ----------------------------- | ----------------------------- | ----------------------------- |
| Bergrennen Montseny           |                               |                               |                               |                               |                               |
| 1                             | 112                           | Porsche System Engineering    | Gerhard Mitter                | 910/8 Bergspyder              | 2,0 l                         |
| 2                             | 114                           | Porsche System Engineering    | Ludovico Scarfiotti           | 910/8 Bergspyder              | 2,0 l                         |
| 3                             | 115                           | Porsche System Engineering    | Rolf Stommelen                | 910/8 Bergspyder              | 2,0 l                         |
| Bergrennen Rossfeld           |                               |                               |                               |                               |                               |
| 1                             | 1                             | Porsche System Engineering    | Gerhard Mitter                | 910/8 Bergspyder              | 2,0 l                         |
| Bergrennen Trento Bondone     |                               |                               |                               |                               |                               |
| 13                            | 108                           | Porsche System Engineering    | Gerhard Mitter                | 910/8 Bergspyder              | 2,0 l                         |
| Bergrennen Cesana Sestrieres  |                               |                               |                               |                               |                               |
| 1                             | 592                           | Porsche System Engineering    | Gerhard Mitter                | 910/8 Bergspyder              | 2,0 l                         |
| 3                             | 594                           | Porsche System Engineering    | Rolf Stommelen                | 910/8 Bergspyder              | 2,0 l                         |
| Bergrennen Schauinsland       |                               |                               |                               |                               |                               |
| 1                             | 154                           | Porsche System Engineering    | Gerhard Mitter                | 910/8 Bergspyder              | 2,0 l                         |
| 3                             | 155                           | Porsche System Engineering    | Rolf Stommelen                | 910/8 Bergspyder              | 2,0 l                         |
| Bergrennen Sierra Montana     |                               |                               |                               |                               |                               |
| 1                             | 75                            | Porsche System Engineering    | Gerhard Mitter                | 910/8 Bergspyder              | 2,0 l                         |
| 2                             | 77                            | Porsche System Engineering    | Rolf Stommelen                | 910/8 Bergspyder              | 2,0 l                         |
| 7                             | 81                            | Sigfried Lang                 | Sigfried Lang                 | 910                           | 2,0 l                         |
| Bergrennen Gaisberg           |                               |                               |                               |                               |                               |
| 1                             | 95                            | Porsche System Engineering    | Gerhard Mitter                | 910/8 Bergspyder              | 2,0 l                         |
| Bergrennen Mont Ventoux       |                               |                               |                               |                               |                               |
| 1                             | 1                             | Porsche System Engineering    | Gerhard Mitter                | 910/8 Bergspyder              | 2,0 l                         |

| Britische Sportwagen-Meisterschaft 1968 | Britische Sportwagen-Meisterschaft 1968 | Britische Sportwagen-Meisterschaft 1968 | Britische Sportwagen-Meisterschaft 1968 | Britische Sportwagen-Meisterschaft 1968 | Britische Sportwagen-Meisterschaft 1968 |
| Rennen                                  | Rennen                                  | Rennen                                  | Rennen                                  | Rennen                                  | Rennen                                  |
| Pos.                                    | Nr.                                     | Team                                    | Fahrer                                  | Chassistyp                              | Motortyp                                |
| --------------------------------------- | --------------------------------------- | --------------------------------------- | --------------------------------------- | --------------------------------------- | --------------------------------------- |
| 6-Stunden-Rennen von Brands Hatch       |                                         |                                         |                                         |                                         |                                         |
| 7                                       | 45                                      | Squadra Tartaruga                       | Rico Steinemann Dieter Spoerry          | 910                                     | 2,0 l                                   |
| 7                                       | 45                                      | Valvoline Racing Team                   | Rudi Lins Karl Fiotek                   | 910                                     | 2,0 l                                   |
| 100-Meilen-Rennen von Oulton Park       |                                         |                                         |                                         |                                         |                                         |
| 10                                      |                                         | Hart Ski Racing Team                    | Rico Steinemann                         | 910                                     | 2,0 l                                   |

1969
| Sportwagen-Weltmeisterschaft 1969    | Sportwagen-Weltmeisterschaft 1969 | Sportwagen-Weltmeisterschaft 1969     | Sportwagen-Weltmeisterschaft 1969               | Sportwagen-Weltmeisterschaft 1969 | Sportwagen-Weltmeisterschaft 1969 |
| Rennen                               | Rennen                            | Rennen                                | Rennen                                          | Rennen                            | Rennen                            |
| Pos.                                 | Nr.                               | Team                                  | Fahrer                                          | Chassistyp                        | Motortyp                          |
| ------------------------------------ | --------------------------------- | ------------------------------------- | ----------------------------------------------- | --------------------------------- | --------------------------------- |
| 24-Stunden-Rennen von Daytona        |                                   |                                       |                                                 |                                   |                                   |
| 15                                   | 61                                | Sportscars Unlimited of Switzerland   | Masten Gregory Richard Broström                 | 910                               | 2,0 l                             |
| 6-Stunden-Rennen von Brands Hatch    |                                   |                                       |                                                 |                                   |                                   |
| 12                                   | 24                                | Patrick McNally                       | Digby Martland Richard Broström                 | 910                               | 2,0 l                             |
| 1000-km-Rennen von Spa-Francorchamps |                                   |                                       |                                                 |                                   |                                   |
| 12                                   | 39                                | William Bradley Racing Team           | William Bradley Tony Dean                       | 910                               | 2,0 l                             |
| 1000-km-Rennen auf dem Nürburgring   |                                   |                                       |                                                 |                                   |                                   |
| 12                                   | 73                                | William Bradley Racing Team           | Tony Dean William Bradley                       | 910                               | 2,0 l                             |
| 24-Stunden-Rennen von Le Mans        |                                   |                                       |                                                 |                                   |                                   |
| 9                                    | 39                                | Christian Poirot                      | Christian Poirot Pierre Maublanc                | 910                               | 2,0 l                             |
| 1000-km-Rennen von Zeltweg           |                                   |                                       |                                                 |                                   |                                   |
| 8                                    | 34                                | Richard Gerin                         | Helmut Marko Richard Gerin                      | 910                               | 2,0 l                             |
| 9                                    | 23                                | Vereinigung Süddeutscher Autosportler | Ernst Kraus Dieter Basche                       | 910                               | 2,0 l                             |
| 11                                   | 20                                | William Bradley Racing Team           | William Bradley Dieter Spoerry                  | 910                               | 2,0 l                             |
| 12                                   | 22                                | Hart Ski Racing Team                  | Arthur Blank Peter Ditzler                      | 910                               | 2,0 l                             |
| 14                                   | 24                                | Hans-Dieter Blatzheim                 | Hans-Dieter Blatzheim Ferfried von Hohenzollern | 910                               | 2,0 l                             |
| 15                                   | 18                                | Elan Racing Team                      | Berndt Brodner Peter Peter                      | 910                               | 2,0 l                             |
| 21                                   | 25                                | Bosch Racing Team                     | Otto Stuppacher Niki Lauda                      | 910                               | 2,0 l                             |

| Britische Sportwagen-Meisterschaft 1969 | Britische Sportwagen-Meisterschaft 1969 | Britische Sportwagen-Meisterschaft 1969 | Britische Sportwagen-Meisterschaft 1969 | Britische Sportwagen-Meisterschaft 1969 | Britische Sportwagen-Meisterschaft 1969 |
| Rennen                                  | Rennen                                  | Rennen                                  | Rennen                                  | Rennen                                  | Rennen                                  |
| Pos.                                    | Nr.                                     | Team                                    | Fahrer                                  | Chassistyp                              | Motortyp                                |
| --------------------------------------- | --------------------------------------- | --------------------------------------- | --------------------------------------- | --------------------------------------- | --------------------------------------- |
| RAC Silverstone                         |                                         |                                         |                                         |                                         |                                         |
| 6                                       |                                         | Patrick McNally                         | Charles Lucas                           | 910                                     | 2,0 l                                   |
| Guards Trophy Snetterton                |                                         |                                         |                                         |                                         |                                         |
| 3                                       | 72                                      | Patrick McNally                         | Charles Lucas                           | 910                                     | 2,0 l                                   |
| Embassy Trophy Thruxton                 |                                         |                                         |                                         |                                         |                                         |
| 9                                       |                                         | Patrick McNally                         | Charles Lucas                           | 910                                     | 2,0 l                                   |
| 6-Stunden-Rennen von Brands Hatch       |                                         |                                         |                                         |                                         |                                         |
| 12                                      | 24                                      | Patrick McNally                         | Digby Martland Richard Broström         | 910                                     | 2,0 l                                   |
| Martini Trophy 300 Silverstone          |                                         |                                         |                                         |                                         |                                         |
| 11                                      |                                         | Sportscars Unlimited of Switzerland     | Richard Broström                        | 910                                     | 2,0 l                                   |
| RAC Tourist Trophy Oulton Park          |                                         |                                         |                                         |                                         |                                         |
| 5                                       |                                         | Sportscars Unlimited of Switzerland     | Charles Lucas                           | 910                                     | 2,0 l                                   |

1970
| Sportwagen-Weltmeisterschaft 1970    | Sportwagen-Weltmeisterschaft 1970 | Sportwagen-Weltmeisterschaft 1970 | Sportwagen-Weltmeisterschaft 1970 | Sportwagen-Weltmeisterschaft 1970 | Sportwagen-Weltmeisterschaft 1970 |
| Rennen                               | Rennen                            | Rennen                            | Rennen                            | Rennen                            | Rennen                            |
| Pos.                                 | Nr.                               | Team                              | Fahrer                            | Chassistyp                        | Motortyp                          |
| ------------------------------------ | --------------------------------- | --------------------------------- | --------------------------------- | --------------------------------- | --------------------------------- |
| 1000-km-Rennen von Brands Hatch      |                                   |                                   |                                   |                                   |                                   |
| 9                                    | 28                                | John L’Amie                       | John L’Amie Tommy Reid            | 910                               | 2,0 l                             |
| 11                                   | 27                                | Nick Gold                         | Mike Beuttler Nick Gold           | 910                               | 2,0 l                             |
| 1000-km-Rennen von Monza             |                                   |                                   |                                   |                                   |                                   |
| 19                                   | 25                                | John L’Amie                       | John L’Amie Brian Nelson          | 910                               | 2,0 l                             |
| Targa Florio                         |                                   |                                   |                                   |                                   |                                   |
| 38                                   | 96                                | Etna                              | Alfio Nicolosi Angelo Bonaccorsi  | 910                               | 2,0 l                             |
| 1000-km-Rennen von Spa-Francorchamps |                                   |                                   |                                   |                                   |                                   |
| 12                                   | 31                                | John L’Amie                       | John L’Amie Brian Nelson          | 910                               | 2,0 l                             |
| 14                                   | 32                                | Paul Vestey                       | Peter Sadler Paul Vestey          | 910                               | 2,0 l                             |
| 1000-km-Rennen von Zeltweg           |                                   |                                   |                                   |                                   |                                   |
| 10                                   | 24                                | Bosch Racing Team                 | Lambert Hofer Werner Riedl        | 910                               | 2,0 l                             |

| Britische Sportwagen-Meisterschaft 1970 | Britische Sportwagen-Meisterschaft 1970 | Britische Sportwagen-Meisterschaft 1970 | Britische Sportwagen-Meisterschaft 1970 | Britische Sportwagen-Meisterschaft 1970 | Britische Sportwagen-Meisterschaft 1970 |
| Rennen                                  | Rennen                                  | Rennen                                  | Rennen                                  | Rennen                                  | Rennen                                  |
| Pos.                                    | Nr.                                     | Team                                    | Fahrer                                  | Chassistyp                              | Motortyp                                |
| --------------------------------------- | --------------------------------------- | --------------------------------------- | --------------------------------------- | --------------------------------------- | --------------------------------------- |
| RAC Snetterton                          |                                         |                                         |                                         |                                         |                                         |
| 7                                       |                                         | Lambert Hofer                           | Lambert Hofer                           | 910                                     | 2,0 l                                   |
| 11                                      |                                         | Paul Vestey                             | Paul Vestey                             | 910                                     | 2,0 l                                   |
| RAC Thruxton                            |                                         |                                         |                                         |                                         |                                         |
| 13                                      |                                         | Lambert Hofer                           | Lambert Hofer                           | 910                                     | 2,0 l                                   |
| 1000-km-Rennen von Brands Hatch         |                                         |                                         |                                         |                                         |                                         |
| 9                                       | 28                                      | John L’Amie                             | John L’Amie Tommy Reid                  | 910                                     | 2,0 l                                   |
| 11                                      | 27                                      | Nick Gold                               | Mike Beuttler Nick Gold                 | 910                                     | 2,0 l                                   |
| RAC Thruxton                            |                                         |                                         |                                         |                                         |                                         |
| 12                                      |                                         | Nick Gold                               | Nick Gold                               | 910                                     | 2,0 l                                   |
| Martini Trophy Silverstone              |                                         |                                         |                                         |                                         |                                         |
| 4                                       | 30                                      | Paul Vestey                             | Paul Vestey                             | 910                                     | 2,0 l                                   |
| RAC Brands Hatch                        |                                         |                                         |                                         |                                         |                                         |
| 9                                       |                                         | John L’Amie                             | John L’Amie                             | 910                                     | 2,0 l                                   |

| Sportwagen-Europameisterschaft 1970 | Sportwagen-Europameisterschaft 1970 | Sportwagen-Europameisterschaft 1970 | Sportwagen-Europameisterschaft 1970 | Sportwagen-Europameisterschaft 1970 | Sportwagen-Europameisterschaft 1970 |
| Rennen                              | Rennen                              | Rennen                              | Rennen                              | Rennen                              | Rennen                              |
| Pos.                                | Nr.                                 | Team                                | Fahrer                              | Chassistyp                          | Motortyp                            |
| ----------------------------------- | ----------------------------------- | ----------------------------------- | ----------------------------------- | ----------------------------------- | ----------------------------------- |
| Taurenpokal, Salzburgring           |                                     |                                     |                                     |                                     |                                     |
| 8                                   |                                     | Bosch Racing Team                   | Lambert Hofer                       | 910                                 | 2,0 l                               |
| Südwestpokal, Hockenheim            |                                     |                                     |                                     |                                     |                                     |
| 8                                   |                                     | Hans Schulze-Schwering              | Hans Schulze-Schwering              | 910                                 | 2,0 l                               |
| Großer Preis von Mugello            |                                     |                                     |                                     |                                     |                                     |
| 7                                   | 53                                  | Ennio Bonomelli                     | Ennio Bonomelli                     | 910                                 | 2,0 l                               |
| 10                                  | 55                                  | Paul Vestey                         | Paul Vestey                         | 910                                 | 2,0 l                               |
| 500-km-Rennen am Nürburgring        |                                     |                                     |                                     |                                     |                                     |
| 10                                  |                                     | Wicky Racing Team                   | Willy Meier                         | 910                                 | 2,0 l                               |
| Ardennentrophäe, Spa-Francorchamps  |                                     |                                     |                                     |                                     |                                     |
| 7                                   |                                     | Bosch Racing Team                   | Otto Stuppacher                     | 910                                 | 2,0 l                               |

| Interserie 1970                  | Interserie 1970 | Interserie 1970        | Interserie 1970        | Interserie 1970 | Interserie 1970 |
| Rennen                           | Rennen          | Rennen                 | Rennen                 | Rennen          | Rennen          |
| Pos.                             | Nr.             | Team                   | Fahrer                 | Chassistyp      | Motortyp        |
| -------------------------------- | --------------- | ---------------------- | ---------------------- | --------------- | --------------- |
| 200-Meilen-Rennen von Nürnberg   |                 |                        |                        |                 |                 |
| 11                               |                 | Hans Schulze-Schwering | Hans Schulze-Schwering | 910             | 2,0 l           |
| 12                               |                 | Bosch Racing Team      | Lambert Hofer          | 910             | 2,0 l           |
| 300-Meilen-Rennen von Hockenheim |                 |                        |                        |                 |                 |
| 10                               |                 | Hans Schulze-Schwering | Hans Schulze-Schwering | 910             | 2,0 l           |
| 13                               |                 | Ernst Kraus            | Ernst Kraus            | 910             | 2,0 l           |
| 17                               |                 | Kurt Hild              | Kurt Hild              | 910             | 2,0 l           |

1971
| Sportwagen-Weltmeisterschaft 1971  | Sportwagen-Weltmeisterschaft 1971 | Sportwagen-Weltmeisterschaft 1971 | Sportwagen-Weltmeisterschaft 1971 | Sportwagen-Weltmeisterschaft 1971 | Sportwagen-Weltmeisterschaft 1971 |
| Rennen                             | Rennen                            | Rennen                            | Rennen                            | Rennen                            | Rennen                            |
| Pos.                               | Nr.                               | Team                              | Fahrer                            | Chassistyp                        | Motortyp                          |
| ---------------------------------- | --------------------------------- | --------------------------------- | --------------------------------- | --------------------------------- | --------------------------------- |
| 1000-km-Rennen auf dem Nürburgring |                                   |                                   |                                   |                                   |                                   |
| 11                                 | 75                                | Sepp Greger                       | Sepp Greger Rudi Lins             | 910                               | 2,0 l                             |

| Sportwagen-Europameisterschaft 1971 | Sportwagen-Europameisterschaft 1971 | Sportwagen-Europameisterschaft 1971 | Sportwagen-Europameisterschaft 1971 | Sportwagen-Europameisterschaft 1971 | Sportwagen-Europameisterschaft 1971 |
| Rennen                              | Rennen                              | Rennen                              | Rennen                              | Rennen                              | Rennen                              |
| Pos.                                | Nr.                                 | Team                                | Fahrer                              | Chassistyp                          | Motortyp                            |
| ----------------------------------- | ----------------------------------- | ----------------------------------- | ----------------------------------- | ----------------------------------- | ----------------------------------- |
| Ignazio Giunti Trophäe, Vallelunga  |                                     |                                     |                                     |                                     |                                     |
| 5                                   |                                     | Ennio Bonomelli                     | Ennio Bonomelli                     | 910                                 | 2,0 l                               |

1972
| Sportwagen-Weltmeisterschaft 1972  | Sportwagen-Weltmeisterschaft 1972 | Sportwagen-Weltmeisterschaft 1972 | Sportwagen-Weltmeisterschaft 1972          | Sportwagen-Weltmeisterschaft 1972 | Sportwagen-Weltmeisterschaft 1972 |
| Rennen                             | Rennen                            | Rennen                            | Rennen                                     | Rennen                            | Rennen                            |
| Pos.                               | Nr.                               | Team                              | Fahrer                                     | Chassistyp                        | Motortyp                          |
| ---------------------------------- | --------------------------------- | --------------------------------- | ------------------------------------------ | --------------------------------- | --------------------------------- |
| 12-Stunden-Rennen von Sebring      |                                   |                                   |                                            |                                   |                                   |
| 7                                  | 39                                | Vasek Polak                       | Roman Pechmann Rudy Bartling Milt Minter   | 910                               | 2,0 l                             |
| 1000-km-Rennen auf dem Nürburgring |                                   |                                   |                                            |                                   |                                   |
| 24                                 | 43                                | Bernd Becker                      | Bernd Becker Elmar Clever Karl-Heinz Tibor | 910                               | 2,0 l                             |
| 26                                 | 33                                | Kurt Hild                         | Sepp Greger Kurt Hild                      | 910 Spyder                        | 2,0 l                             |

| Interserie 1972                        | Interserie 1972 | Interserie 1972    | Interserie 1972    | Interserie 1972 | Interserie 1972 |
| Rennen                                 | Rennen          | Rennen             | Rennen             | Rennen          | Rennen          |
| Pos.                                   | Nr.             | Team               | Fahrer             | Chassistyp      | Motortyp        |
| -------------------------------------- | --------------- | ------------------ | ------------------ | --------------- | --------------- |
| 300-km-Rennen am Nürburgring           |                 |                    |                    |                 |                 |
| 10                                     |                 | Bernd Becker       | Bernd Becker       | 910             | 2,0 l           |
| Preis von Rheinland-Pfalz, Nürburgring |                 |                    |                    |                 |                 |
| 11                                     |                 | Bernd Becker       | Bernd Becker       | 910             | 2,0 l           |
| 18                                     |                 | Norbert Dombrowski | Norbert Dombrowski | 910             | 2,0 l           |

1973
| Sportwagen-Weltmeisterschaft 1973 | Sportwagen-Weltmeisterschaft 1973 | Sportwagen-Weltmeisterschaft 1973 | Sportwagen-Weltmeisterschaft 1973 | Sportwagen-Weltmeisterschaft 1973 | Sportwagen-Weltmeisterschaft 1973 |
| Rennen                            | Rennen                            | Rennen                            | Rennen                            | Rennen                            | Rennen                            |
| Pos.                              | Nr.                               | Team                              | Fahrer                            | Chassistyp                        | Motortyp                          |
| --------------------------------- | --------------------------------- | --------------------------------- | --------------------------------- | --------------------------------- | --------------------------------- |
| 1000-km-Rennen am Nürburgring     |                                   |                                   |                                   |                                   |                                   |
| 18                                | 24                                | Bernd Becker                      | Bernd Becker Elmar Clever         | 910                               | 2,0 l                             |

## Technische Daten
Die Porsche 910 wurde von 1966 bis 1968 in folgenden Ausführungen produziert und eingesetzt:
| Porsche 910:               | 910 Coupé                                                                            | 910/8 Coupé                                                                          | 910/8 Bergspyder                                                                     |
| -------------------------- | ------------------------------------------------------------------------------------ | ------------------------------------------------------------------------------------ | ------------------------------------------------------------------------------------ |
| Motor:                     | 6-Zylinder-Boxermotor (Viertakt)                                                     | 8-Zylinder-Boxermotor (Viertakt)                                                     | 8-Zylinder-Boxermotor (Viertakt)                                                     |
| Hubraum:                   | 1991 cm³                                                                             | 2195 cm³                                                                             | 1981 cm³                                                                             |
| Bohrung × Hub:             | 80,0 × 66,0 mm                                                                       | 80,0 × 54,6 mm                                                                       | 76,0 × 54,6 mm                                                                       |
| Leistung bei 1/min:        | 162 kW (220 PS) bei 8000                                                             | 198 kW (270 PS) bei 8600                                                             | 198 kW (270 PS) bei 8800                                                             |
| Max. Drehmoment bei 1/min: | 206 Nm bei 6400                                                                      | 230 Nm bei 7000                                                                      | 211 Nm bei 7100                                                                      |
| Verdichtung:               | 10,3 : 1                                                                             | 10,2 : 1                                                                             | 10,4 : 1                                                                             |
| Ventilsteuerung:           | je eine obenliegende Nockenwelle, Kettenantrieb                                      | je zwei obenliegende Nockenwellen, Königswellenantrieb                               | je zwei obenliegende Nockenwellen, Königswellenantrieb                               |
| Kühlung:                   | Luftkühlung (Gebläse)                                                                | Luftkühlung (Gebläse)                                                                | Luftkühlung (Gebläse)                                                                |
| Getriebe:                  | vollsynchronisiertes 5-Gang-Getriebe, Sperrdifferenzial, Hinterradantrieb            | vollsynchronisiertes 5-Gang-Getriebe, Sperrdifferenzial, Hinterradantrieb            | vollsynchronisiertes 5-Gang-Getriebe, Sperrdifferenzial, Hinterradantrieb            |
| Bremsen:                   | Zweikreis-Scheibenbremsen                                                            | Zweikreis-Scheibenbremsen                                                            | Zweikreis-Scheibenbremsen                                                            |
| Radaufhängung vorn:        | Querlenker mit Längsschubstreben, querliegender stufenlos verstellbarer Stabilisator | Querlenker mit Längsschubstreben, querliegender stufenlos verstellbarer Stabilisator | Querlenker mit Längsschubstreben, querliegender stufenlos verstellbarer Stabilisator |
| Radaufhängung hinten:      | Querlenker mit Längszugstreben, querliegender stufenlos verstellbarer Stabilisator   | Querlenker mit Längszugstreben, querliegender stufenlos verstellbarer Stabilisator   | Querlenker mit Längszugstreben, querliegender stufenlos verstellbarer Stabilisator   |
| Federung vorn:             | progressiv wirkende Schraubenfedern                                                  | progressiv wirkende Schraubenfedern                                                  | progressiv wirkende Schraubenfedern                                                  |
| Federung hinten:           | progressiv wirkende Schraubenfedern                                                  | progressiv wirkende Schraubenfedern                                                  | progressiv wirkende Schraubenfedern                                                  |
| Karosserie:                | Kunststoffkarosserie (Coupé mit herausnehmbarem Dach), mit Gitterrohrrahmen verklebt | Kunststoffkarosserie (Coupé mit herausnehmbarem Dach), mit Gitterrohrrahmen verklebt | Kunststoffkarosserie (Coupé mit herausnehmbarem Dach), mit Gitterrohrrahmen verklebt |
| Spurweite vorn/hinten:     | 1430/1380 mm                                                                         | 1430/1401 mm                                                                         | 1430/1401 mm                                                                         |
| Radstand:                  | 2300 mm                                                                              | 2300 mm                                                                              | 2300 mm                                                                              |
| Reifen/Felgen:             | VA: 5.25–13 auf 8J × 13 HA: 7.00–13 auf 9,5J × 13                                    | VA: 5.25–13 auf 8J × 13 HA: 7.00–13 auf 9,5J × 13                                    | VA: 5.25–13 auf 8J × 13 HA: 7.00–13 auf 9,5J × 13                                    |
| Maße L × B × H:            | 4113 × 1680 × 980 mm                                                                 | 4113 × 1680 × 980 mm                                                                 | 3860 × 1710 × 765 mm                                                                 |
| Leergewicht:               | 580 kg                                                                               | 600 kg                                                                               | 450 kg                                                                               |
| Höchstgeschwindigkeit:     | ca. 265 km/h                                                                         | ca. 280 km/h                                                                         | ca. 255 km/h                                                                         |

### Porsche-Datenbank
- Porsche 910/6 Coupé auf Porsche.com (Memento vom 5. Juni 2009 im Internet Archive)
- Porsche 910/8 Coupé auf Porsche.com (Memento vom 5. Juni 2009 im Internet Archive)
- Porsche 910/8 Bergspyder auf Porsche.com (Memento vom 4. Juni 2009 im Internet Archive)

### Bericht im Internet
- „Porsche 910: Der erste Schritt zum Titel“ auf Prova.de